# Brylówka
Brylówka – polana w Dolinie Olczyskiej w polskich Tatrach Zachodnich. Znajduje się u podnóży Nosala, po zachodniej stronie Olczyskiego Potoku, jednakże nie leży nad jego brzegiem, gdyż pomiędzy nim a polaną przepływa jeszcze niewielki potok spływający żlebem spod Nosalowej Przełęczy. Po wschodniej stronie polany uchodzi on do Olczyskiego Potoku. Z Nosala opada na polankę jeszcze inny, niewielki, całkowicie lesisty żleb.
Polana dawniej należała do Hali Olczysko. Po utworzeniu Tatrzańskiego Parku Narodowego zniesiono jej użytkowanie i stopniowo zarasta lasem. Ze znakowanego szlaku turystycznego wiodącego dnem Doliny Olczyskiej Brylówka jest niewidoczna. Prowadzą przez nią dwie nieznakowane ścieżki.